# C/1853 E1 Secchi
La cometa C/1853 E1 (Secchi) è una cometa non periodica scoperta il 6 marzo 1853 dall'astronomo italiano Angelo Secchi.